# Aérodrome de Pietermaritzburg
L'aérodrome de Pietermaritzburg (code IATA : PZB • code OACI : FAPM) est un aéroport desservant la ville sud-africaine de Pietermaritzburg et entoure ainsi que la surface externe de l'ouest de la banlieue de Durban. En 2013, le bâtiment du terminal et un tablier ont été mis à niveau.

## Situation
'
| Bloemfontein Mthatha Skukuza Richards Bay Polokwane/Pietersburg Pietermaritzburg Prétoria-Wonderboom Ulundi Upington Pilanesberg Le Cap Phalaborwa Port Elizabeth Kruger Mpumalanga Kimberley Mala Mala Durban George Plettenberg · Bay Hoedspruit Jo'bourg-Lanséria Jo'bourg-OR Tambo East London |

Carte statique des aéroports d'Afrique du Sud.Carte dynamique des aéroports d'Afrique du Sud.

## Compagnies et destinations
| Compagnies | Destinations           |
| ---------- | ---------------------- |
| Airlink    | Johannesbourg OR Tambo |

Édité le 16/05/2020  Actualisé le 21/11/2023